# Chuck Hull
Chuck Hull (* 12. Mai 1939 als Charles W. Hull in Clifton, Colorado) ist ein US-amerikanischer Erfinder und Ingenieur.

## Leben
Im Jahr 1984 entwickelte Hull den weltweit ersten 3D-Drucker und die STL-Schnittstelle für Stereolithografie und meldete diesen erstmalig zum Patent an. Er gründete in Valencia, Kalifornien, das Unternehmen 3D Systems, dessen Vizepräsident er ist. Hull ist verheiratet.

## Preise und Auszeichnungen (Auswahl)
- 2014: Europäischer Erfinderpreis (Kategorie: Außereuropäische Staaten/Außereuropäische Erfindung)[5]
- 2014: National Inventors Hall of Fame